# 웨이라이커쉐청베이역
웨이라이커쉐청베이역(중국어: 未来科学城北站, 미래 과학성 북역)은 중화인민공화국 베이징시 창핑구 샤오탕산 투거우 마을 베이징 미래과학성 동부 지구 북부 지역 잉차이 북1가, 미래과학성로, 푸칭시난가, 푸칭시로 합위 지역 내에 위치한 베이징 지하철 17호선 북쪽 종착역이다. 2023년 12월 30일에 17호선 북부 구간 개통과 함께 개장하였다.

## 역 구조
이 역은 북동 - 남서 방향으로 교차하는 지하 3층 3경간 1면 2선 개방형 섬식 승강장의 구조로로, 총 길이 320.1m, 본관 총 폭 23.7m, 총 건축 면적 23.7m이다. 22,962㎡, 유효 플랫폼 길이 186m, 플랫폼 너비 14m이다.
대합실은 벽화 "운창생활"《云创生活》로 장식되어 있으며, 대합실 끝 부분의 천장도 구름 테마로 장식되어 있다.
| 지면     |                                 | 출입구                                     |
| 지하 1층 | 이중층                          | B출구 침하 공간, 전용 버스 터미널 입구     |
| 지하 2층 | 대합실                          | 티켓 서비스, 자동 티켓 판매기, 출입 게이트 |
| 지하 3층 | ←                               | ■ 17호선 하차 전용 승강장                  |
| 지하 3층 | 섬식 승강장, 왼쪽 출입문이 열림 |                                            |
| 지하 3층 | →                               | ■ 17호선 자후이후 방면 (웨이라이커쉐청)    |

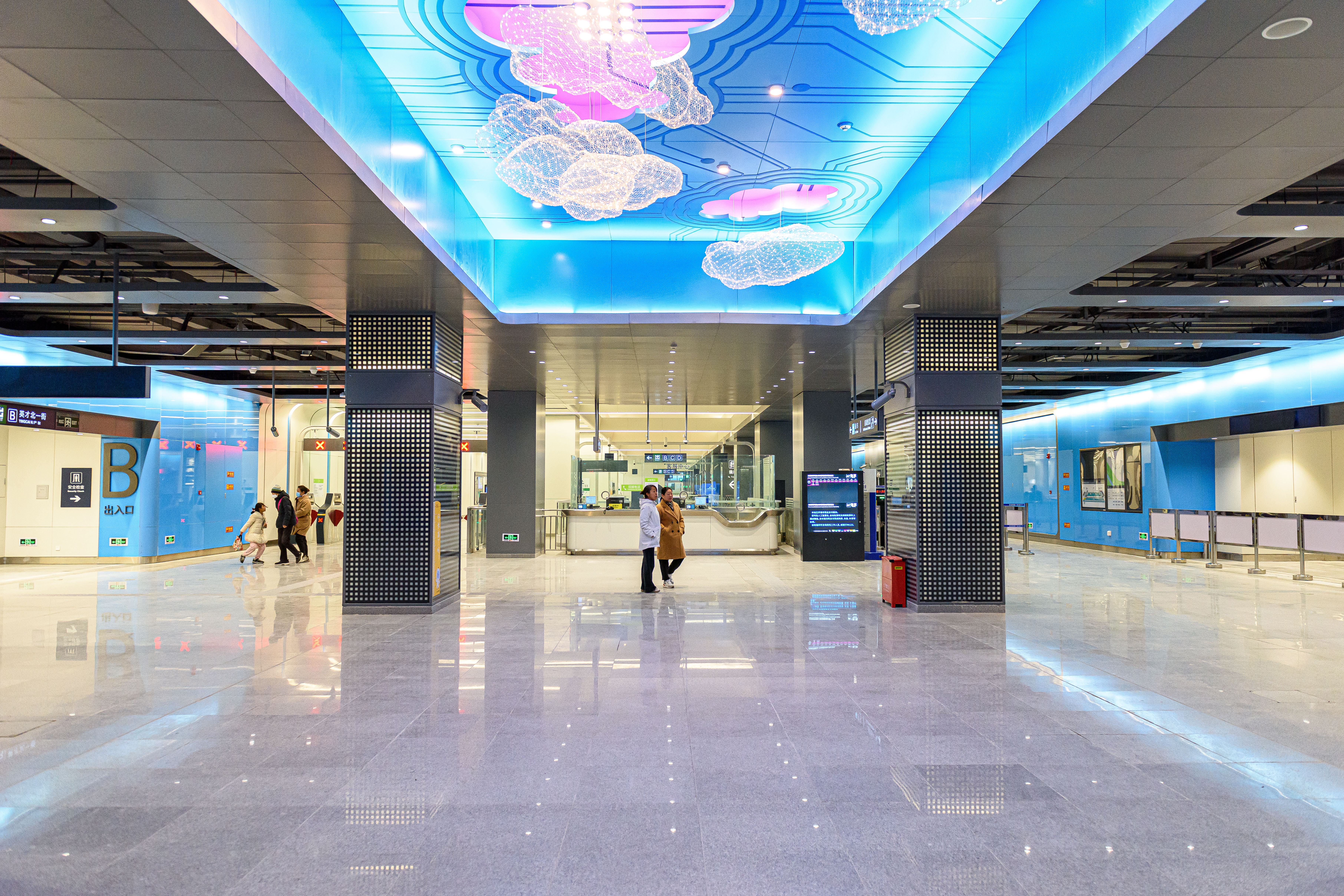
대합실 북쪽 끝에서 남쪽을 조망한 모습
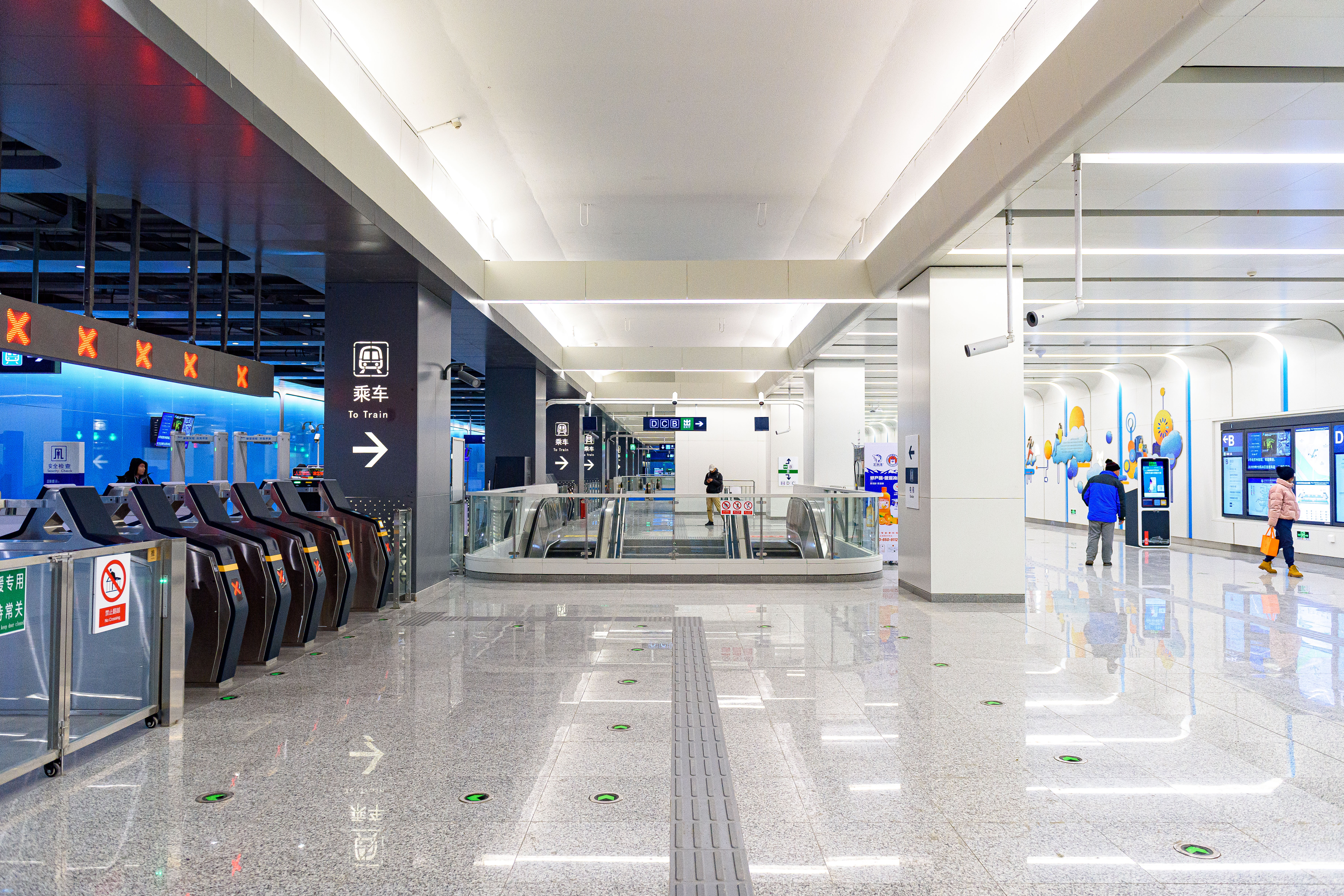
대합실 중앙부
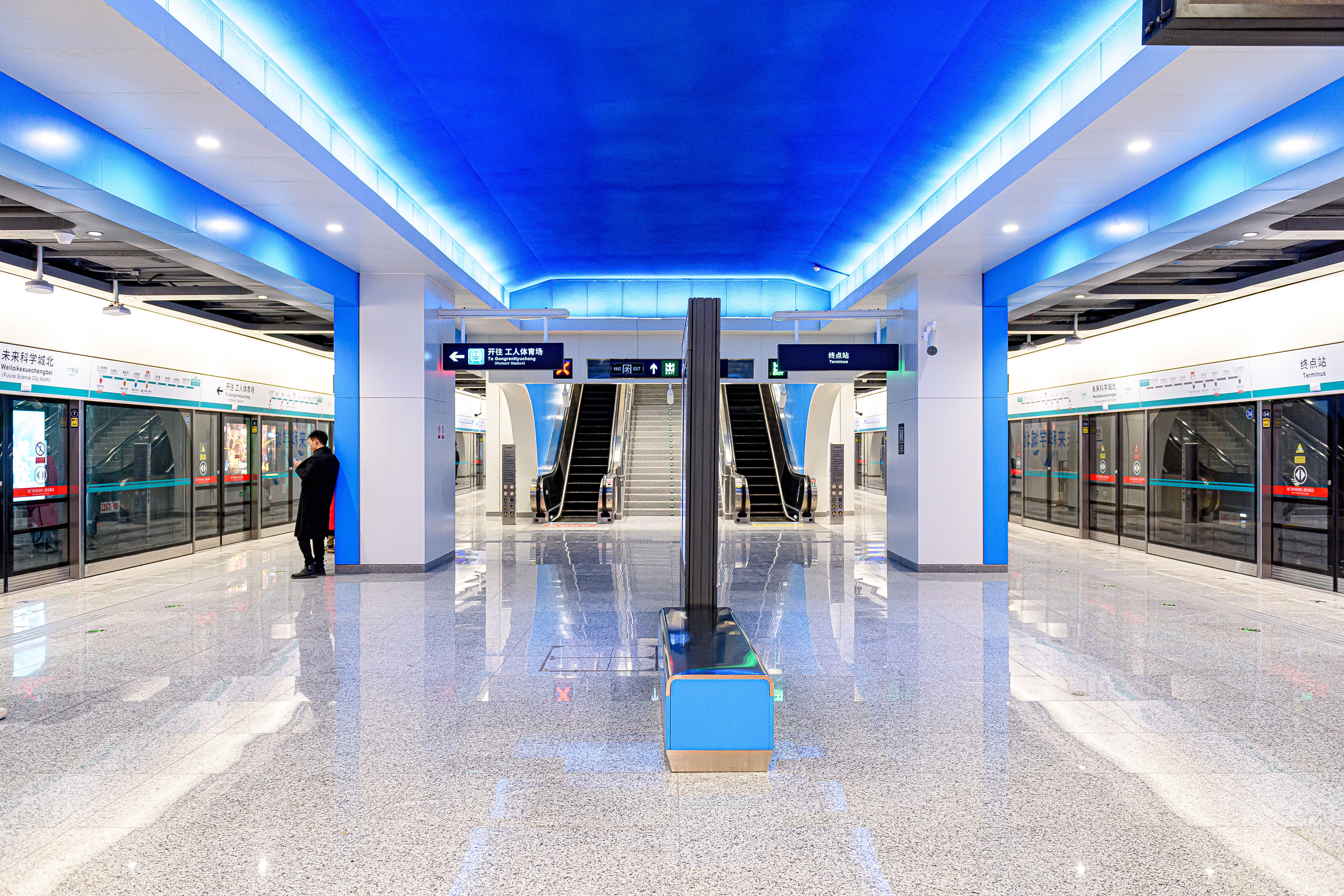
승강장 남쪽 끝에서 북쪽을 조망한 모습

## 출구
이 역에는 현재 3개의 출입구가 개방되어 있는데, 그 중 출입구 B와 C는 아직 역 지붕 공사가 완료되지 않았기 때문에 임시 통로를 건설하기 위해 울타리로 막혀 있다.
|                         |                              | |      |             |
| 출구                    | 지시                         | 출구 인근 | 사진 | 무장애 시설 |
| 出口 · B                | 잉차이 북1가(英才北一街)     | 미래과학성로(未来科学城路), 코맥 베이징 민간 항공기 기술 연구 센터(中国商飞北京民用飞机技术研究中心), 커시안 빌딩(可喜安大厦), 화안 보안(华安保安), 화안 학교(华安学校), 중푸융창 빌딩(中孵融创大厦) |      | 빈칸        |
| 出口 · C                | 미래과학성로(未来科学城路)   | 베이징 저탄소 청정 에너지 연구소(北京低碳清洁能源研究院), 베이징 미래과학성 코트야드 호텔(北京未来科学城 万怡酒店)                                                                                   |      |             |
| 出口 · D                | 푸칭시로(普庆寺路)           | 미래과학성 빈허 대도(未来科学城滨河大道) |      | 빈칸        |
| (임시영업)              | 버스 환승 센터(公交换乘大厅) | |      | 빈칸        |
| 아이콘 설명: 엘리베이터 |                              | |      |             |